# Arthur Legat
Arthur Legat (Haine-Saint-Paul, 1 november 1898 – aldaar, 23 februari 1960) was een Belgisch Formule 1-coureur. In 1952 en 1953 nam hij deel aan zijn thuisrace voor het team Veritas, maar scoorde hierin geen punten.